# Siderops
Siderops (Siderops kehli) – rodzaj temnospondyla z rodziny Chigutisauridae.
Żył w okresie wczesnej jury na terenach obecnej Australii. Jego szczątki (niemal kompletny szkielet) znaleziono w stanie Queensland. Został znaleziony w skale zawierającej rudy żelaza - stąd pochodzi jego nazwa: "żelazna twarz". W momencie odkrycia był on jednym z największych znanych labiryntodontów. Posiadał imponujące zęby. Długość ciała sideropsa wynosiła ok. 3 m.